# ایستگاه متروی آپنی
ایستگاه متروی آپنی (انگلیسی: Upney tube station) یکی از ایستگاه‌های خط ناحیه متروی لندن است.
این ایستگاه که در ناحیه بارکینگ قرار دارد در سال ۱۹۳۲ میلادی تأسیس شده است.

## نگارخانه

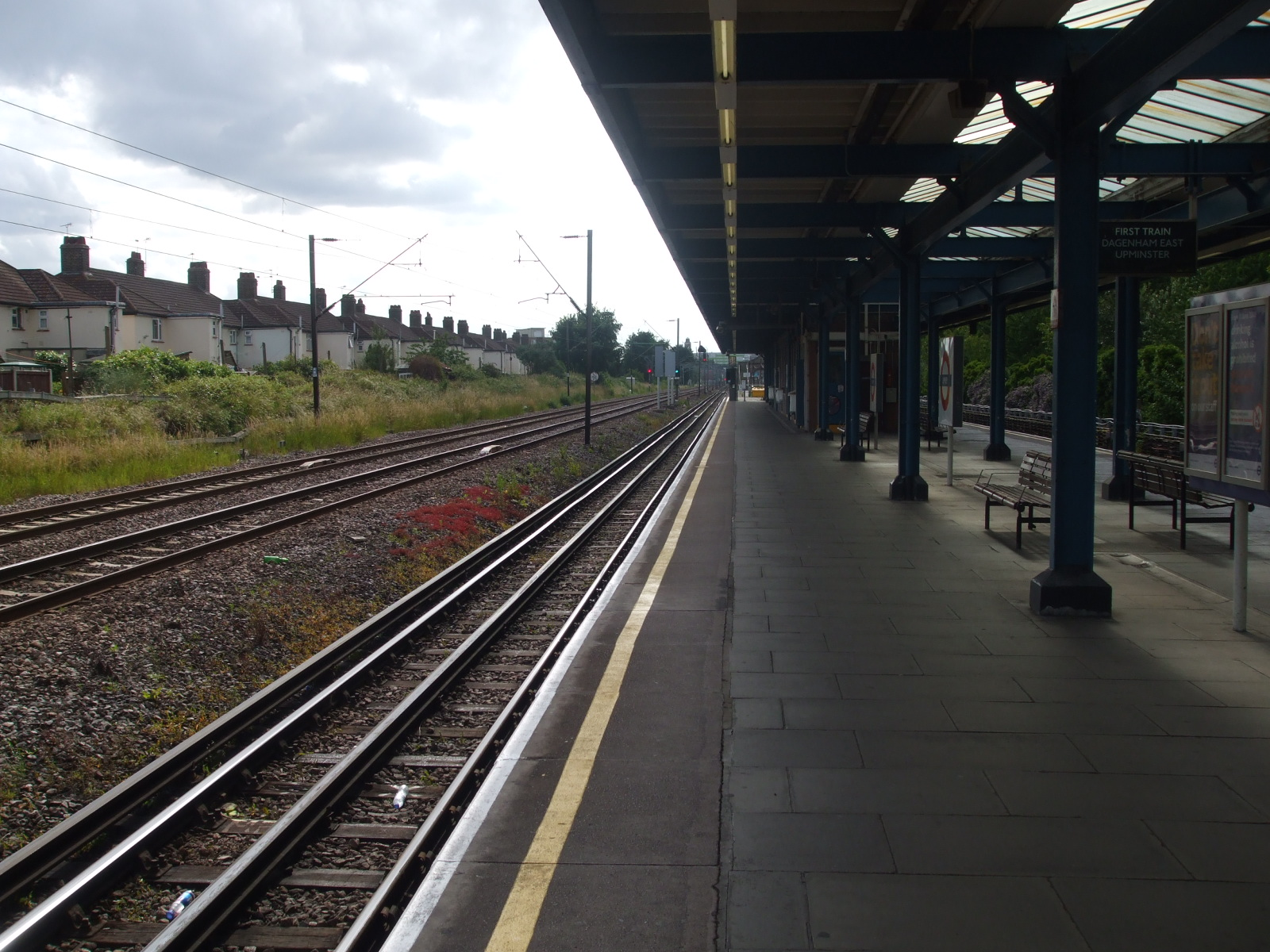
Looking west, with c2c tracks on the left
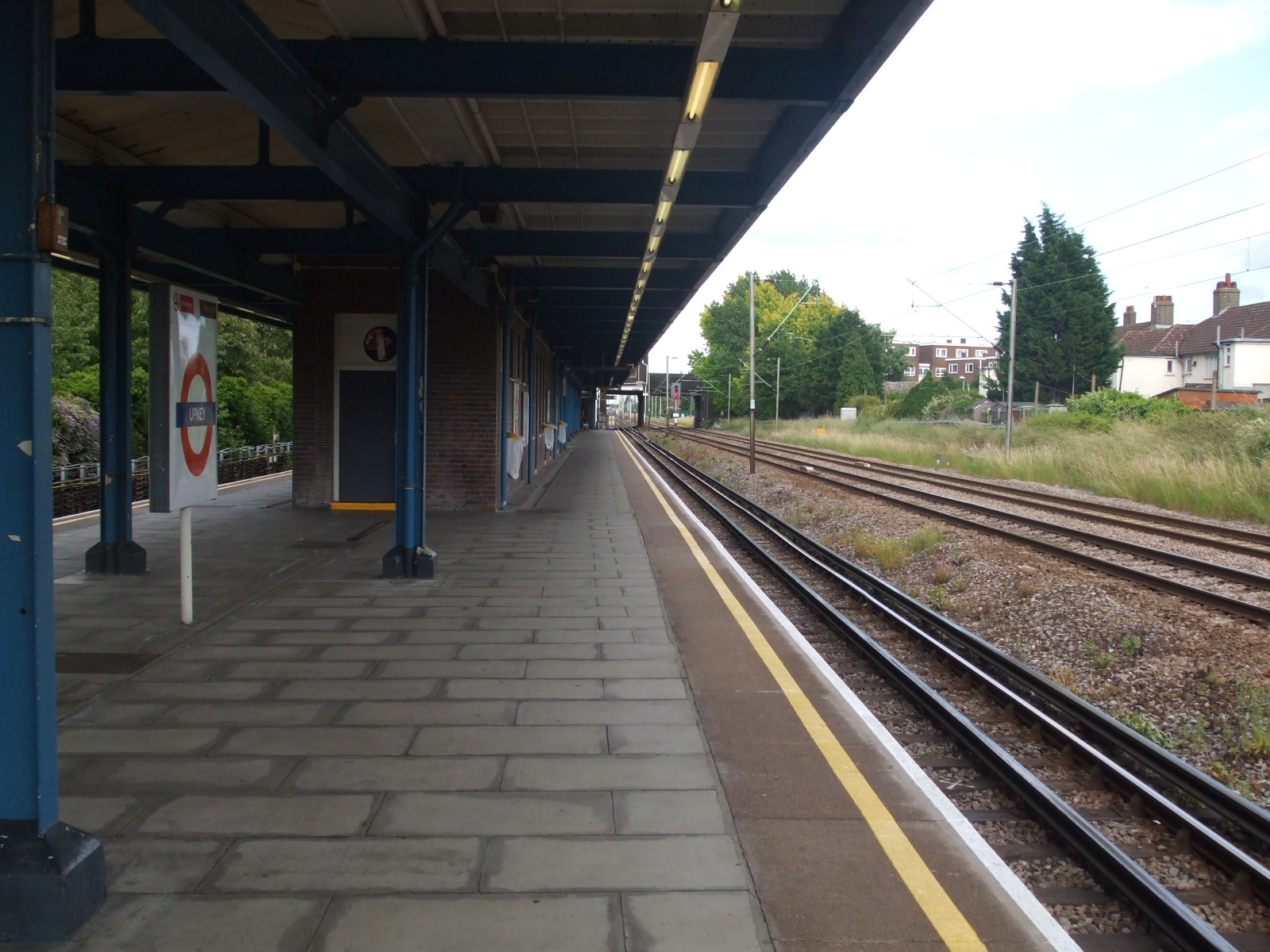
Looking east
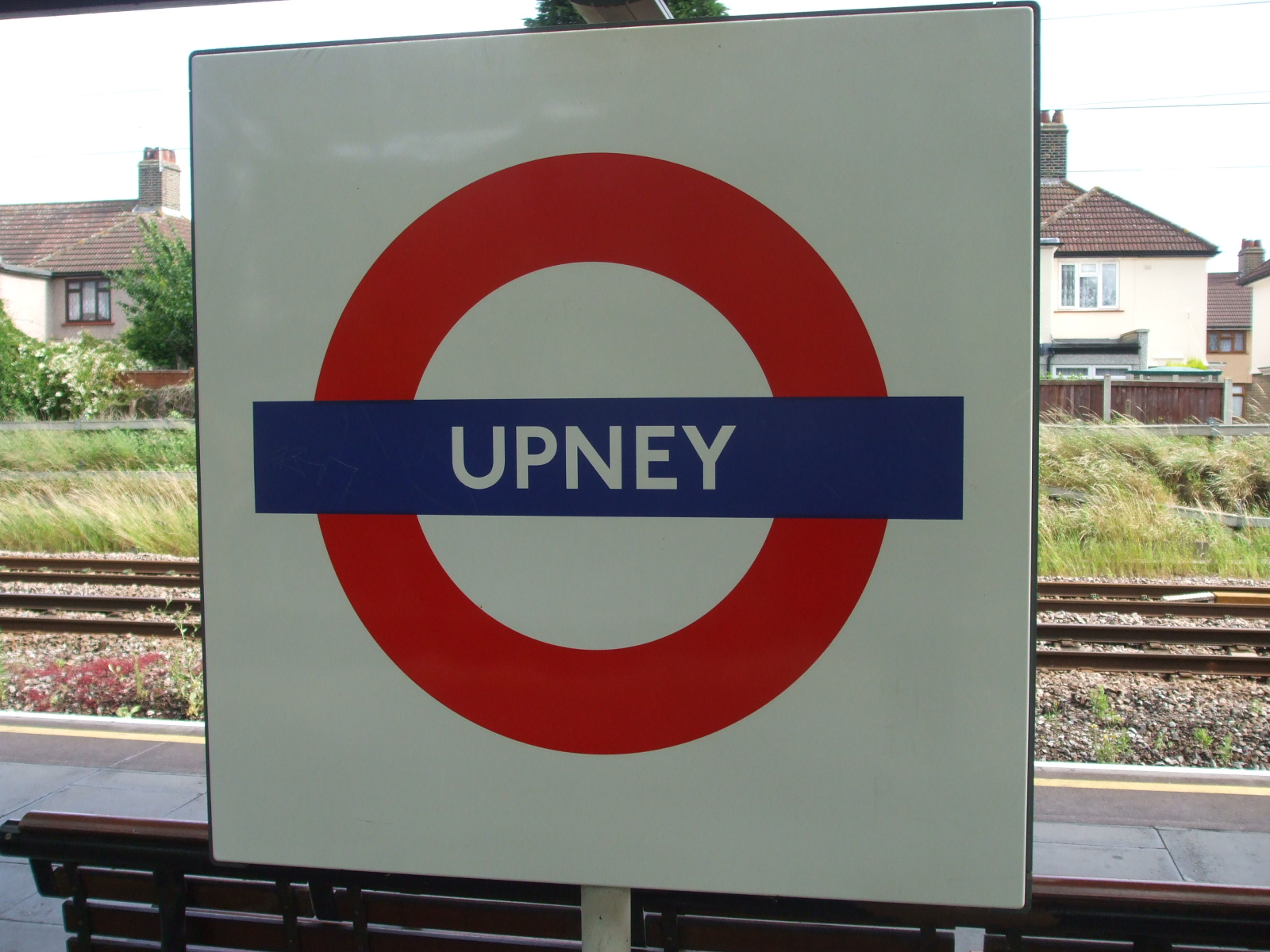
Roundel, eastbound platform face